# Jacques Grignon
Jacques Grignon, seigneur de La Grigonnaye (Grand-Fougeray), conseiller au Parlement de Bretagne de 1570 à 1586,, fut maire de Nantes de 1574 à 1575.

## Biographie
Fils de Jean Grignon, sieur des Bouteilles (Le Bignon) et de La Gillière (La Haye-Fouassière), et Madeleine Guibert, il fut marié avec Anne Gabard (née le 9 mars 1548) et lui donnera un fils prénommé lui aussi Jacques.